# Anfield
Das Anfield ist ein Fußballstadion im gleichnamigen Bezirk der englischen Stadt Liverpool, Merseyside. Es ist die Heimspielstätte des nordenglischen Fußballvereins FC Liverpool. Das reine Sitzplatzstadion bietet nach dem Ausbau von 2021 bis 2024 Sitzplätze für 61.276 Zuschauer und liegt an der Anfield Road. Von hier aus führen unter anderem Eingänge ins „Away End“, den Gästefanbereich. Die berühmte Liverpool-Fantribüne „The Kop“ liegt an der Walton Breck Road. Parallel zu Skerries Road liegt die relativ moderne, doppelstöckige Gegentribüne, die seit Oktober 2017 den Namen „Kenny Dalglish Stand“ trägt. Die neue Haupttribüne („Main Stand“) liegt an der Alroy Road. Das Spielfeld besteht aus einem Hybridrasen.

## Geschichte
Das Sportgelände zwischen Walton Breck Road und Anfield Road entstand etwa um das Jahr 1884 und diente zunächst dem Lokalrivalen FC Everton als Heimspielstätte. Wegen heftiger Differenzen um die Eigentumsverhältnisse und die hohen Pachtgebühren entschlossen sich die Toffees 1892 zum Umzug in den benachbarten Stadtteil Walton und errichteten dort ihr neues Stadion, den Goodison Park. Um dem nun verwaisten Stadion in Anfield wieder Leben einzuhauchen, wurde mit dem FC Liverpool ein neuer Fußballclub gegründet.
Der Verein etablierte sich schnell in der Football League First Division und gewann bereits in den Jahren 1901 und 1906 die ersten Meistertitel. Mit der immer größer werdenden Popularität begannen auch die ersten Stadionausbauten. Nach dem zweiten Titelgewinn wurde das Stadion 1906 um die Tribüne The Kop erweitert, benannt nach dem Hügel Spion Kop (deutsch Aussichtspunkt) in der südafrikanischen Provinz Natal. Britische Soldaten verteidigten diesen im Jahr 1900 unter großen Verlusten. Der Kop, 1928 überdacht, wurde zu einer der berühmtesten Stehplatztribünen Europas. Anfield bot seinerzeit mehr als 60.000 Besuchern Platz.
1957 wurde die erste Flutlichtanlage im Anfield aufgestellt. Der neue Trainer Bill Shankly brachte den zwischenzeitlich in die Football League Second Division abgestiegenen Club wieder zurück an Englands Spitze.  1994 wurde der Kop abgerissen und durch eine reine Sitzplatztribüne ersetzt. Der nach der Hillsborough-Katastrophe 1990 erschienene Taylor Report hatte Sitzplatztribünen empfohlen.
Nachdem die Stadt Liverpool zuvor mehrfach vergeblich versucht hatte, die Reds und die Nachbarn aus Everton für ein gemeinsames neues Stadionprojekt zu begeistern, ließ die Klubführung des LFC ihre Anhänger 2002 wissen, man beabsichtige, Anfield zu Gunsten eines größeren und modernen eigenen Stadions im nahegelegenen Stanley Park zu verlassen. Diese Absicht wurde angesichts hoher Bau- und Finanzierungskosten später aufgegeben.
Im Oktober 2012 machten der Eigentümer des Vereins und die Stadt Liverpool schließlich den Weg für einen Ausbau des Stadions auf rund 60.000 Plätze frei. Die Arbeiten an der Stadionerweiterung, die auch kritisiert worden waren, weil umliegende Häuser abgerissen werden mussten, sollten ursprünglich bereits 2014 beginnen. Nachdem im September 2014 ausgewählte Mitglieder des Planungskomitees zwecks Abstimmung Anfield besuchten und für die Ausbaupläne gestimmt hatten, begannen die Arbeiten zur Erweiterung der Haupttribüne letztendlich Anfang 2015. Der Ausbau um mehr als 13.000 Zuschauerplätze auf bis zu 58.800 kostete rund 190 Mio. Euro. Der Verein erwartete allein durch die erste Ausbauphase Mehreinnahmen von rund 25 Mio. Euro pro Jahr und deshalb eine recht kurze Amortisationszeit. Zum Saisonbeginn 2016/17 wurde die neue vergrößerte Haupttribüne eröffnet.
Das Anfield war als ein Spielort für die Rugby-League-Weltmeisterschaft 2021 vorgesehen. Aufgrund der COVID-19-Pandemie wurde das Turnier von Oktober/November 2021 auf Oktober/November 2022 verschoben. Dadurch stand das Anfield nicht zur Verfügung und wurde durch das vorher aussortierte DW Stadium in Wigan ersetzt.
Ab dem 30. September 2021 läuft die zweite Ausbauphase des Anfield. Trainer Jürgen Klopp startete den Ausbau des „Anfield Road Stand“ mit dem Spatenstich für den geplanten Oberrang. Dieser soll rund 7000 zusätzlichen Sitzplätze bringen und das Anfield auf etwa 61.000 Plätze erweitern. Die Erweiterung muss durchgeführt werden, ohne den laufenden Spielbetrieb, Baustellenbesichtigungen oder weitere Veranstaltungen im Stadion zu beeinträchtigen. Dafür wurden vier Monate nach Baubeginn große Y-Träger aufgestellt, um eine Sicherheitszone zu schaffen. Diese ermöglichten den reibungslosen Betrieb an Spieltagen. An den anderen Tagen kann an dem Ausbau gearbeitet werden. Seit Beginn der Arbeiten haben zwei Mio. Menschen die Baustelle besichtigt. Als wichtiger Bauabschnitt wurde im Juli 2022 im heißen Sommerwetter der neue Dachträger mit 300 t Gewicht von zwei 600 t schweren Kränen in rund 12 Stunden an seinen Platz gehoben. Die Vorbereitungen begannen bereits im Mai des Jahres mit dem Bau der beiden tragenden Türme. Die Konstruktion wurde mit 25.000 Schrauben miteinander verbunden. Insgesamt wurden bei der Baumaßnahme geschätzt 3700 t Stahl verbaut. Im Oktober 2022 waren zwei Drittel des Stahlfachwerks des neuen Oberrang und ein Drittel des Unterrangs fertiggestellt. Das ausführende Bauunternehmen ist die Buckingham Group mit Sitz in Stowe. Die Kosten der zweiten Ausbauphase liegen bei £ 80 Mio. und die Arbeiten sollten vor der Saison 2023/24 abgeschlossen sein. Am 17. Dezember 2023 konnte erstmals, nach einem Testlauf am Montag zuvor mit 7000 Zuschauern, die neue Tribüne teilweise genutzt werden. Im Januar 2024 wird die Ground Safety Advisory Group (GSAG) wieder zusammentreffen, um die Genehmigung eines vollständigen Sicherheitszertifikats für die ersten 12 Reihen der oberen Reihe des Anfield Road End zu prüfen. Nachdem dies genehmigt wurde, bietet das Anfield 61.276 Plätze. Das 0:0 gegen Manchester United sahen 57.158 Besucher.

## Spiele der Fußball-Europameisterschaft 1996 im Anfield
Bei der Fußball-Europameisterschaft 1996 war das Anfield Austragungsort von insgesamt vier Partien. Neben drei Spielen der Gruppe C war es Schauplatz eines Viertelfinals.
- 11. Juni 1996, 16:30 Uhr, Gruppe C:  Italien –  Russland 2:1 (1:1)
- 14. Juni 1996, 19:30 Uhr, Gruppe C:  Tschechien –  Italien 2:1 (2:1)
- 19. Juni 1996, 19:30 Uhr, Gruppe C:  Tschechien –  Russland 3:3 (2:0)
- 22. Juni 1996, 18:30 Uhr, Viertelfinale:  Frankreich –  Niederlande 0:0 n. V., 5:4 i. E.

## Besucherrekorde
Der höchste Besucherzahl im Anfield kam am 2. Februar 1952 in der 4. Runde im FA Cup 1951/52 mit 61.905 Zuschauern gegen die Wolverhampton Wanderers zustande. Die höchste Besucherzahl im modernen Sitzplatzstadion wurde am 25. August 2024 (2. Spieltag der Premier League 2024/25) gegen den FC Brentford wurde mit 60.107 Besuchern ein neuer Ligazuschauerrekord im 61.276 Zuschauer fassende Fußballarena aufgestellt.

## Wissenswertes

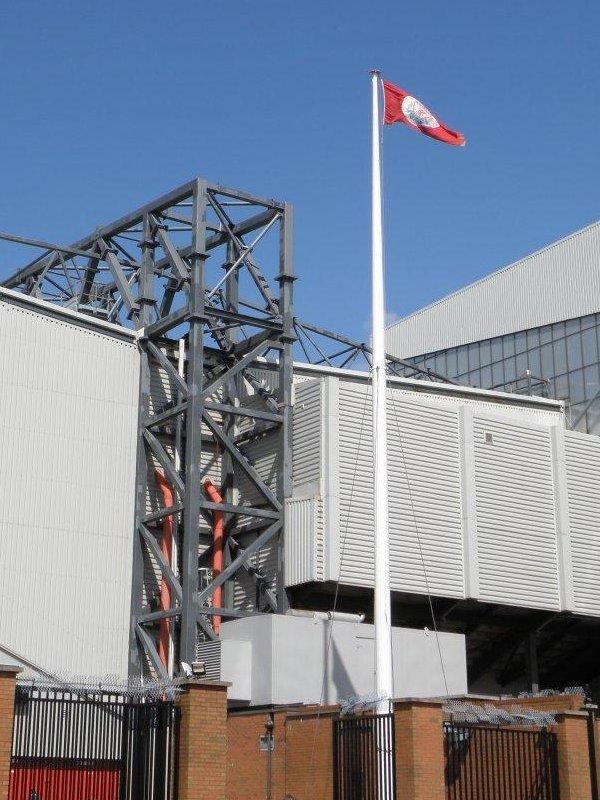
Flaggenmast am Anfield

Der große Flaggenmast des Anfield stammt von der Great Eastern. Die Stenge des im Jahr 1858 erbauten Schiffs wurde im Jahr 1906 vom FC Liverpool gekauft, nachdem es im nahegelegenen Rocky Ferry abgewrackt worden war.
Bisher (Stand 2025) gelang es keinem deutschen Team, aus einem offiziellen Europapokalspiel an der Anfield Road als Sieger hervorzugehen, und nur Dynamo Dresden, Bayer 04 Leverkusen, der BFC Dynamo, Borussia Dortmund sowie die TSG 1899 Hoffenheim konnten (mindestens) ein Tor erzielen. Dem FC Bayern München und dem 1. FC Köln gelang jeweils ein Unentschieden (0:0). Dem österreichischen Grazer AK gelang in der UEFA Champions League 2004/05 ein 1:0-Auswärtssieg. Dies war der erste Sieg überhaupt einer österreichischen Mannschaft im Europapokal in England. Borussia Dortmund erzielte im Viertelfinal-Rückspiel der UEFA Europa League 2015/16 am 14. April 2016 drei Tore, verlor das Spiel nach zwischenzeitlicher 3:1-Führung aber noch mit 3:4 und schied (nach einem Unentschieden im Hinspiel) aus.

## Galerie

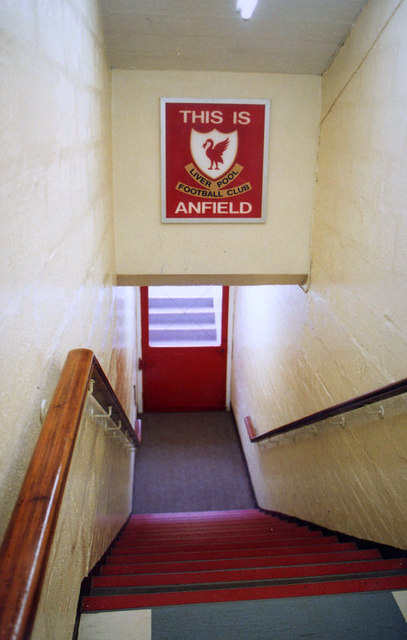
„This is Anfield“
Tribünenplan (bis 2016)
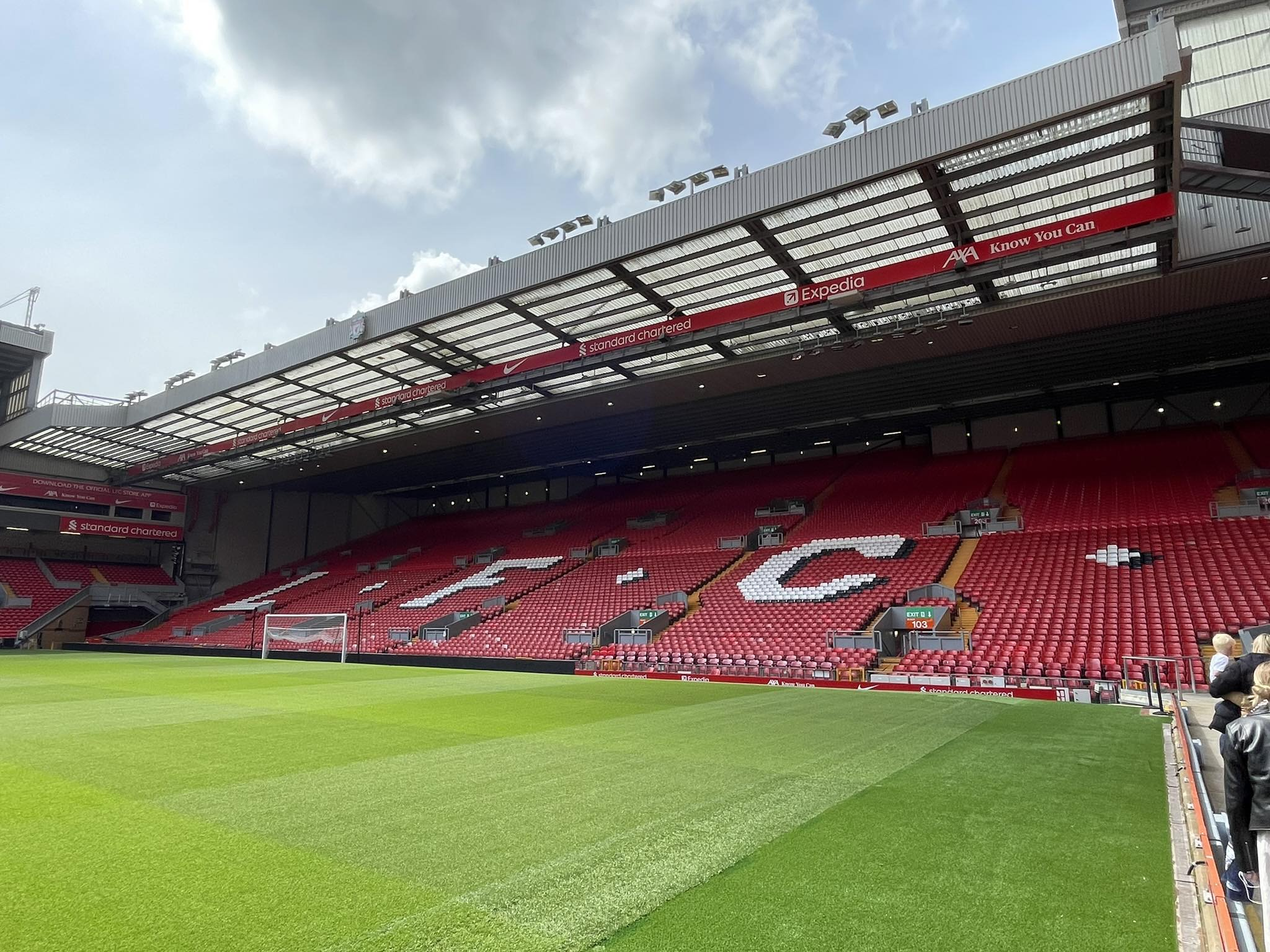
„The Kop“ im Jahr 2024
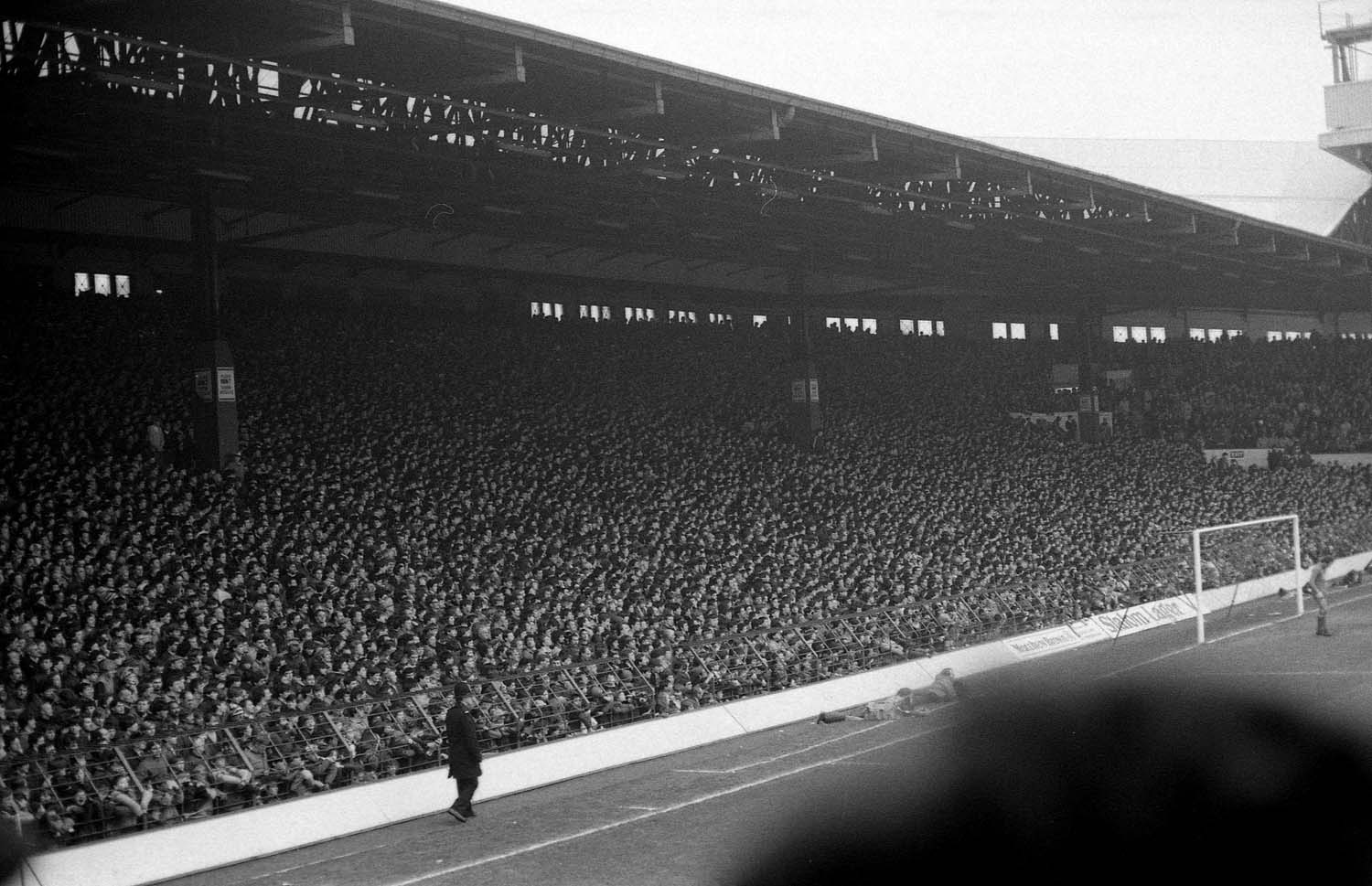
Die vollbesetzte „Kop“ 1983, damals noch eine reine Stehtribüne.
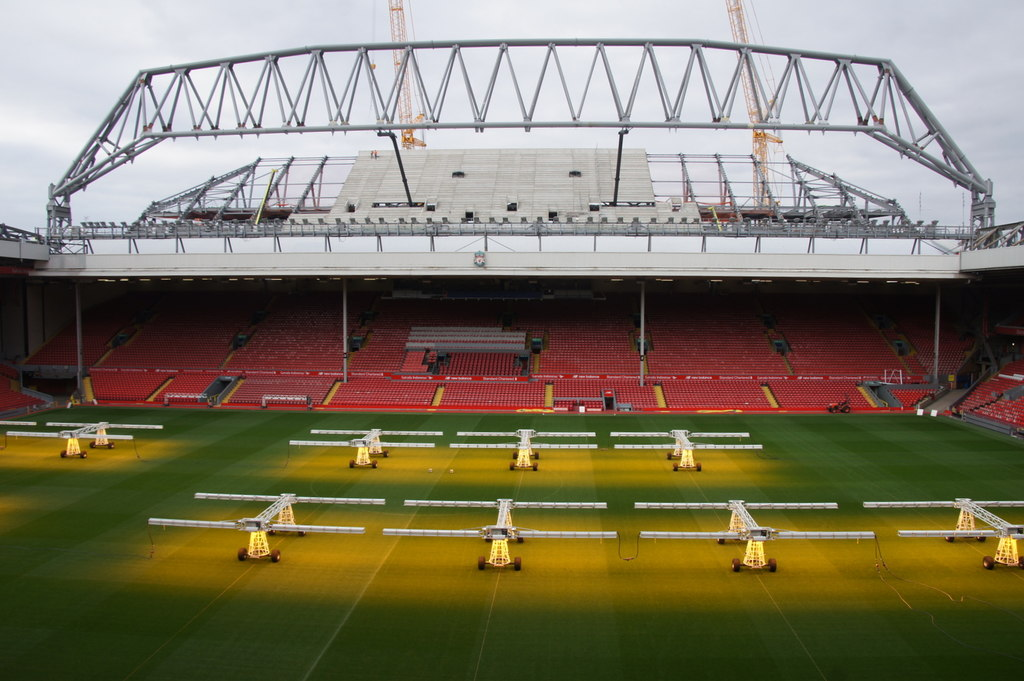
Der im Umbau befindliche „Main Stand“ im Oktober 2015